# Batalion ON „Łuck”

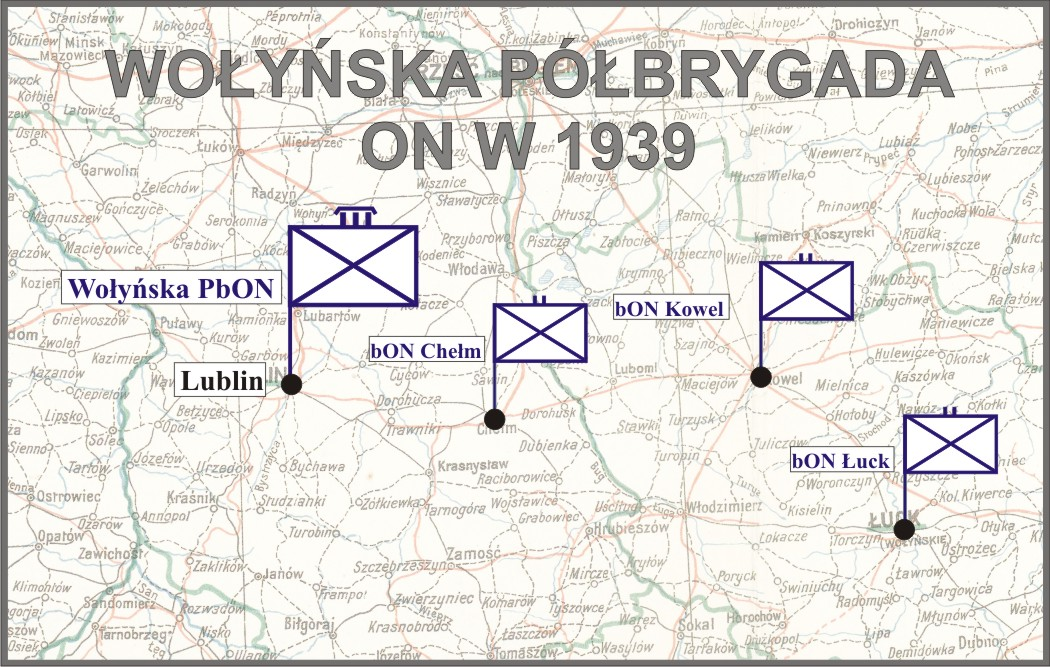
Wołyńska Półbrygada ON

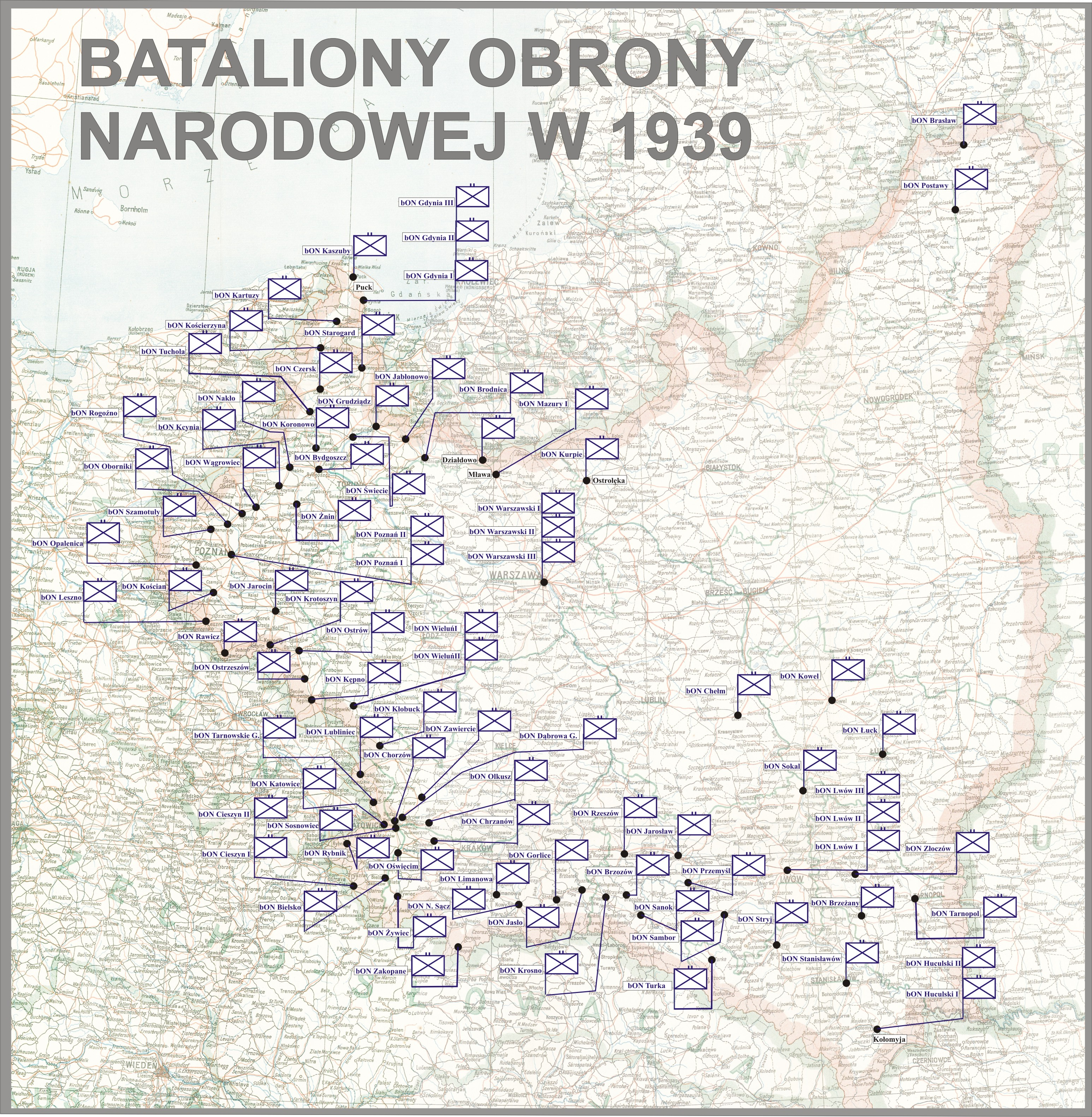
Obrona Narodowa w 1939

Łucki Batalion Obrony Narodowej (batalion ON „Łuck”) – pododdział piechoty Wojska Polskiego II RP.

## Formowanie i zmiany organizacyjne
Batalion został sformowany w 1938 roku, w składzie Wołyńskiej Półbrygady ON według etatu batalionu ON typ I.
Jednostkami administracyjnymi dla Łuckiego batalionu ON były 24 pułk piechoty w Łucku i 43 pułk piechoty w Dubnie.
Po przeprowadzeniu mobilizacji w batalionie pełnić mieli służbę żołnierze rezerwy najstarszych roczników i żołnierze pospolitego ruszenia oraz młodzież przedpoborowa. Z tego powodu dla batalionu nie przewidywano żadnych zadań bojowych. Miał on pełnić służbę wartowniczą i ochronną na tyłach Armii "Polesie".
Podczas drugiego przydziału broni dla formacji Obrony Narodowej w lipcu-sierpniu 1939 batalion otrzymał 135 sztuk karabinów Berthier wraz z 4050 szt. amunicji do nich, 12 sztuk lkm Bergmann wz.1915 wraz z 6000 sztuk amunicji do nich. Do końca nie jest pewne ile batalion otrzymał lkm, ile zdał do napraw lub ze względu na zużycie, przed rozpoczęciem działań wojennych.

## Organizacja i obsada personalna baonu
Obsada personalna batalionu w marcu 1939 roku
- dowódca batalionu – mjr adm. (piech.) Włodzimierz Jan Wojtych[b]
- dowódca 1 kompanii ON „Łuck” – kpt. adm. (piech.) Adam Dybczyński[c]
- dowódca 2 kompanii ON „Horochów” – por. piech. Wincenty Marciniak[d]
- dowódca 3 kompanii ON „Dubno” – kpt. adm. (piech.) Stanisław Wacław Wysocki[e]